# 4. Riigikogu

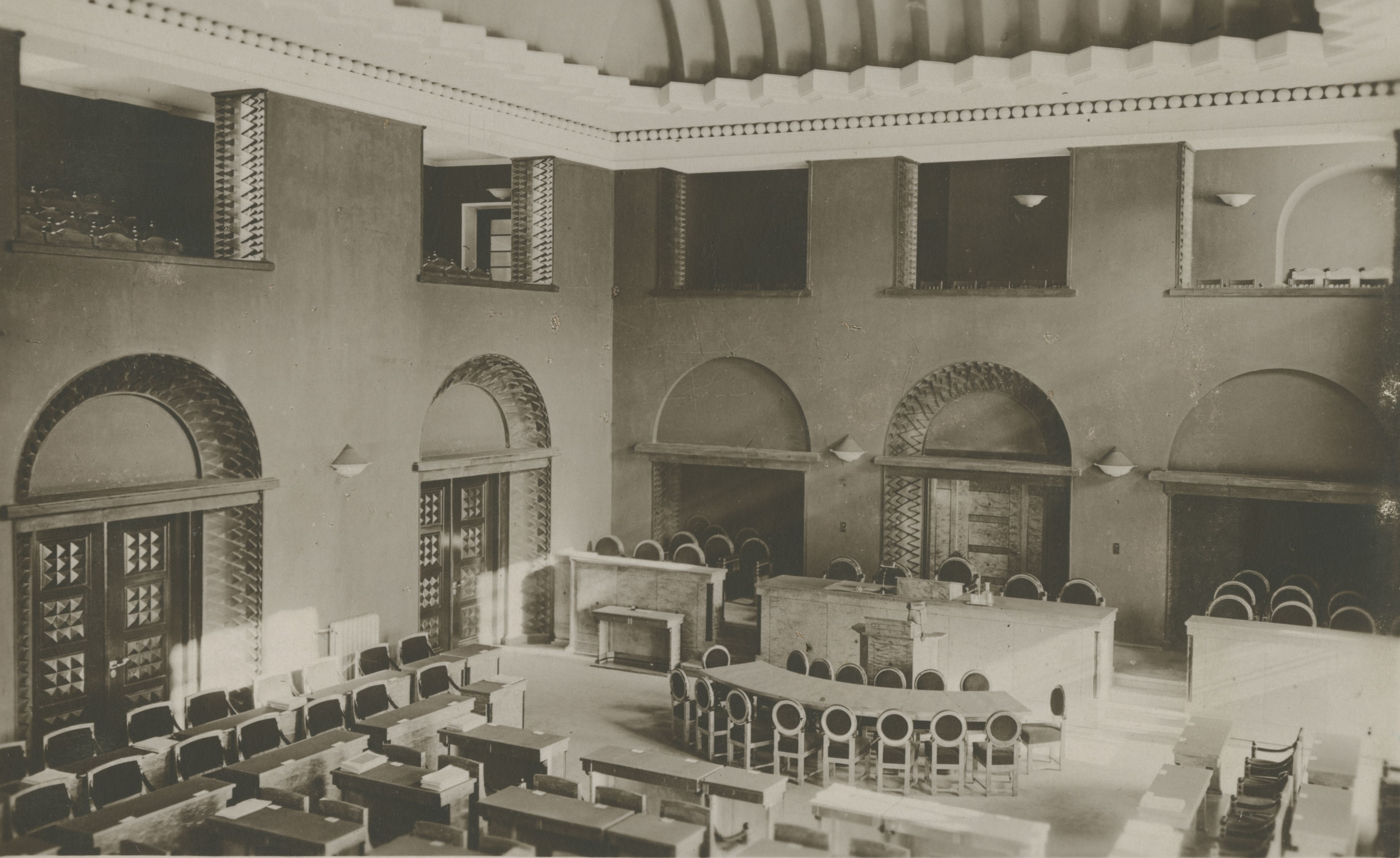
Blick in den Plenarsaal (Foto aus den 1920er Jahren)

Die 4. Legislaturperiode des Parlaments der Republik Estland, der 4. Riigikogu (estnisch IV Riigikogu), dauerte vom 15. Juni 1929 bis zum 14. Juni 1932.

## Parlamentswahl 1926
1918 wurde die Republik Estland als demokratischer Rechtsstaat gegründet. Eine zentrale Rolle im politischen System spielte nach der Verfassung von 1920 das Parlament, der Riigikogu (zu deutsch „Staatsversammlung“).
Vom 11. bis zum 13. Mai 1929 fanden die Wahlen zur vierten Legislaturperiode des Parlaments statt. Die Amtszeit des Parlaments betrug nach der Verfassung von 1920 drei Jahre.
Die 100 Abgeordneten wurden nach der Verhältniswahl gewählt. Die Parteien stellten für die Wahl Listen für die zehn Wahlkreise auf. Dieselben Kandidaten konnten in mehreren Wahlkreisen kandidieren. Die Sitzzuteilung erfolgte nach dem D’Hondt-Verfahren.
Wie bereits bei der vorhergehenden Parlamentswahl 1926 konnten nur Parteien ins Parlament einziehen, die mindestens zwei Abgeordnetensitze erreicht hatten. Alle Kandidaten mussten eine Kaution hinterlegen, um zur Wahl zugelassen zu werden.
Das Parteiensystem blieb weiterhin zersplittert. Insgesamt zogen wie in der vorangegangenen Legislaturperiode zehn Parteien und Gruppierungen in das Parlament ein.

## Im Parlament vertretene Parteien 1929 bis 1932
| Partei | Partei                                                             | deutscher Name                                                                        | politische Orientierung                             | % (Wahl 1929) | Sitze (Wahl 1926) | % (Wahl 1926) | Sitze (Wahl 1926) |
| ------ | ------------------------------------------------------------------ | ------------------------------------------------------------------------------------- | --------------------------------------------------- | ------------- | ----------------- | ------------- | ----------------- |
|        | Eesti Sotsialistlik Tööliste Partei                                | Estnische Sozialistische Arbeiterpartei                                               | sozialdemokratisch                                  | 24,0 %        | 25                | 22,9          | 24                |
|        | Põllumeeste Kogud                                                  | Bund der Landwirte                                                                    | agrarisch-konservativ                               | 23,1 %        | 24                | 21,4 %        | 23                |
|        | Asunikkude, Väikepõllupidajate ja Riigirentnikkude Koondus         | Vereinigung der „Siedler, Kleinbauern und Staatspächter“                              | agrarisch; Mitte-links                              | 13,7 %        | 14                | 13,5 %        | 14                |
|        | Eesti Tööerakond                                                   | Estnische Arbeitspartei                                                               | Mitte-links                                         | 10,2 %        | 10                | 12,3 %        | 13                |
|        | Eesti Rahvaerakond                                                 | Estnische Volkspartei                                                                 | mitte-rechts                                        | 8,9 %         | 9                 | 7,4 %         | 8                 |
|        | Eesti Tööliste Partei                                              | Estnische Arbeiterpartei                                                              | kommunistisch                                       | 6,2 %         | 6                 | 5,8           | 6                 |
|        | Kristlik Rahvaerakond                                              | Christliche Volkspartei                                                               | christlich-konservativ                              | 4,1 %         | 4                 | 5,4 %         | 5                 |
|        | Saksa-Rootsi Valimisblokk                                          | Deutsch-Schwedischer Wahlblock                                                        | deutschsprachige und schwedischsprachige Minderheit | 3,2 %         | 3                 | 2,5 %         | 3                 |
|        | Majaomanikud, kaupmehed, töösturid ja teised eraomandust pooldajad | „Hauseigentümer, Kaufleute, Industrielle und andere Unterstützer des Privateigentums“ | Kleinunternehmer                                    | 2,9 %         | 3                 | 2,4 %         | 2                 |
|        | Vene Rahvuslik Liit Eestis                                         | Russischer Nationalverband in Estland                                                 | russischsprachige Minderheit                        | 2,5 %         | 2                 | 3,3 %         | 3                 |

## Konstituierung
Das neu gewählte Parlament trat zur konstituierenden Sitzung der 4. Legislaturperiode am 2. Juli 1929 im Tallinner Schloss zusammen.

## Parlamentspräsident der 4. Legislaturperiode

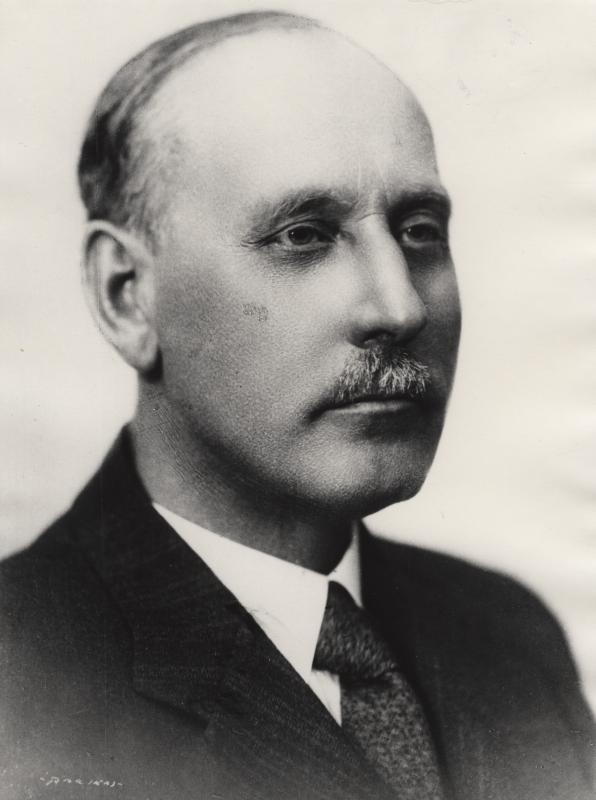
Karl Einbund (später Kaarel Eenpalu) wurde 1929 in seinem Amt als Parlamentspräsidenten bestätigt

Der bisherige Parlamentspräsident Kaarel Eenpalu (ab Mitte der 1930er Jahre estnisiert in Kaarel Eenpalu) vom konservativ-agrarischen Bund der Landwirte (Põllumeeste Kogud – PK) wurde in der konstituierenden Sitzung als Parlamentspräsident wiedergewählt. Er hatte das Amt während der gesamten Legislaturperiode inne.
Erster stellvertretender Parlamentspräsident war der Sozialdemokrat Mihkel Martna von der Estnischen Sozialistischen Arbeiterpartei (Eesti Sotsialistlik Tööliste Partei). Zum zweiten stellvertretenden Parlamentspräsidenten wurde Rudolf Penno vom agrarischen Siedlerverband (Asunikkude, Väikepõllupidajate ja Riigirentnikkude Koondus) gewählt.

## Abgeordnete
Die gesetzliche Mitgliederzahl des Riigikogu betrug 100 Abgeordnetenmandate. Insgesamt hatten im Laufe der 4. Legislaturperiode 127 Personen ein Abgeordnetenmandat inne. Darunter war eine Frau, die Feministin Marie Reisik (1887–1941) von der Estnischen Volkspartei (Eesti Rahvaerakond).

## Gesetzgebung
In seiner 4. Legislaturperiode nahm der Riigikogu insgesamt 302 Gesetze an. Er verabschiede sechs Entscheidungen, acht Haushaltsbeschlüsse sowie zwei weitere Rechtsakte.
Die Legislaturperiode stand vor allem im Schatten der Weltwirtschaftskrise, die seit Ende 1929 auch die estnische Wirtschaft stark in Mitleidenschaft zog.

## Gescheiterte Verfassungsreform von 1932
Das parlamentarische System Estlands seit Anfang der 1920er Jahre war geprägt von einem stark zersplitterten Parteiensystem und häufig wechselnden Regierungen.
Am 22./23. März 1932 nahm der Riigikogu eine tiefgreifende Verfassungsreform an, die von einem interfraktionellen Unterausschuss vorbereitet worden war. Sie sollte durch die Einführung eines semi-präsidentiellen Regierungssystems für mehr Stabilität sorgen.
Die Reform sah vor allem die Schaffung eines Amts des Staatspräsidenten vor. Er oder sie sollte ein Vetorecht gegen Gesetze des Riigikogu besitzen, Notverordnungen erlassen dürfen und die Befugnis zur vorzeitigen Auflösung des Parlaments haben. Außerdem sah der Verfassungsentwurf eine Verkleinerung des Parlaments von 100 auf 80 Abgeordnete und eine Verlängerung der Legislaturperiode von drei auf vier Jahre vor.
Das Verfassungsprojekt scheiterte mit 49,2 % Ja-Stimmen knapp in einer Volksabstimmung, die vom 13. bis 15. August 1932 stattfand.

## Ende der 4. Legislaturperiode
Mit Ende der nach der Verfassung dreijährigen Legislaturperiode fanden vom 21. bis 23. Mai 1932 Parlamentswahlen statt. Am 20. Juni 1932 kam der neu gewählte Riigikogu (5. Riigikogu) zur ersten Sitzung seiner fünften Legislaturperiode zusammen.